# Kürdmahmudlu
Kürdmahmudlu är en ort i Azerbajdzjan.   Den ligger i distriktet İmişli Rayonu, i den centrala delen av landet, 160 km väster om huvudstaden Baku. Antalet invånare är 1 118.
Terrängen runt Kürdmahmudlu är mycket platt. Runt Kürdmahmudlu är det ganska tätbefolkat, med 58 invånare per kvadratkilometer.. Närmaste större samhälle är Imishli, 14,7 km nordväst om Kürdmahmudlu. 
Trakten runt Kürdmahmudlu består till största delen av jordbruksmark.